# Paul Cambon
Pierre Paul Cambon (20 de gener de 1843 – 29 de maig de 1924) fou un diplomàtic francès, germà de Jules Cambon.

## Biografia
Cambon va néixer i va morir a París. Va estudiar dret i esdevingué secretari particular de Jules Ferry a la prefectura del Sena. Després de deu anys de feina administrativa a França com a secretari de la prefectura, i després com a prefecte successivament dels departaments d'Aube (1872), Doubs (1876) i Nord (1877–1882), va passar al servei diplomàtic, sent nomenat ministre francès plenipotenciari a Tunis.

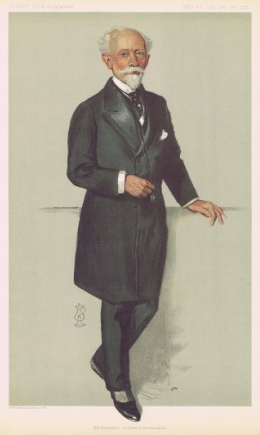
Vanity Fair

El 1886 Cambon esdevingué ambaixador francès a Madrid; el 1890 fou traslladat a Constantinoble (actual Istambul), i el 1898, a Londres, on va servir-hi fins al 1920. A Londres, Cambon es va convertir ràpidament en una figura important, ajudant a negociar l'Entente Cordiale entre el Regne Unit i França el 1904 i representant el seu país a la Conferència de Londres que va resoldre les guerres dels Balcans del 1912 i 1913. Amb l'esclat de la Primera Guerra Mundial, Cambon va ajudar a assegurar la col·laboració de la Gran Bretanya contra les potències centrals. També va ser el signatari francès dels acords de Sykes-Picot.
Va ser condecorat amb la Gran Creu de la Legió d'Honor i va esdevenir membre de l'Acadèmia Francesa de Ciències.
El 2014, va ser interpretat a la minisèrie de docudrama de la BBC "37 Days" per l'actor francès François-Éric Gendron. La minisèrie representa a porta tancada la història dels esdeveniments que van portar a l'inici de la Primera Guerra Mundial.